# Fallicambarus devastator
Fallicambarus devastator är en kräftdjursart som beskrevs av Hobbs och Whiteman 1987. Fallicambarus devastator ingår i släktet Fallicambarus och familjen Cambaridae. IUCN kategoriserar arten globalt som livskraftig. Inga underarter finns listade i Catalogue of Life.